# Tjelovek s akkordeonom
Tjelovek s akkordeonom (russisk: Человек с аккордеоном) er en sovjetisk spillefilm fra 1985 af Nikolaj Nikolajevitj Dostal.

## Medvirkende
- Valeriy Zolotukhin som Dmitrij Gromtsev
- Irina Alfjorova som Lena Glan
- Arina Alejnikova
- Vladimir Sosjalskij som Savelij Mikhajlovitj
- Mikhail Pugovkin som Kolja